# Thomas Peters

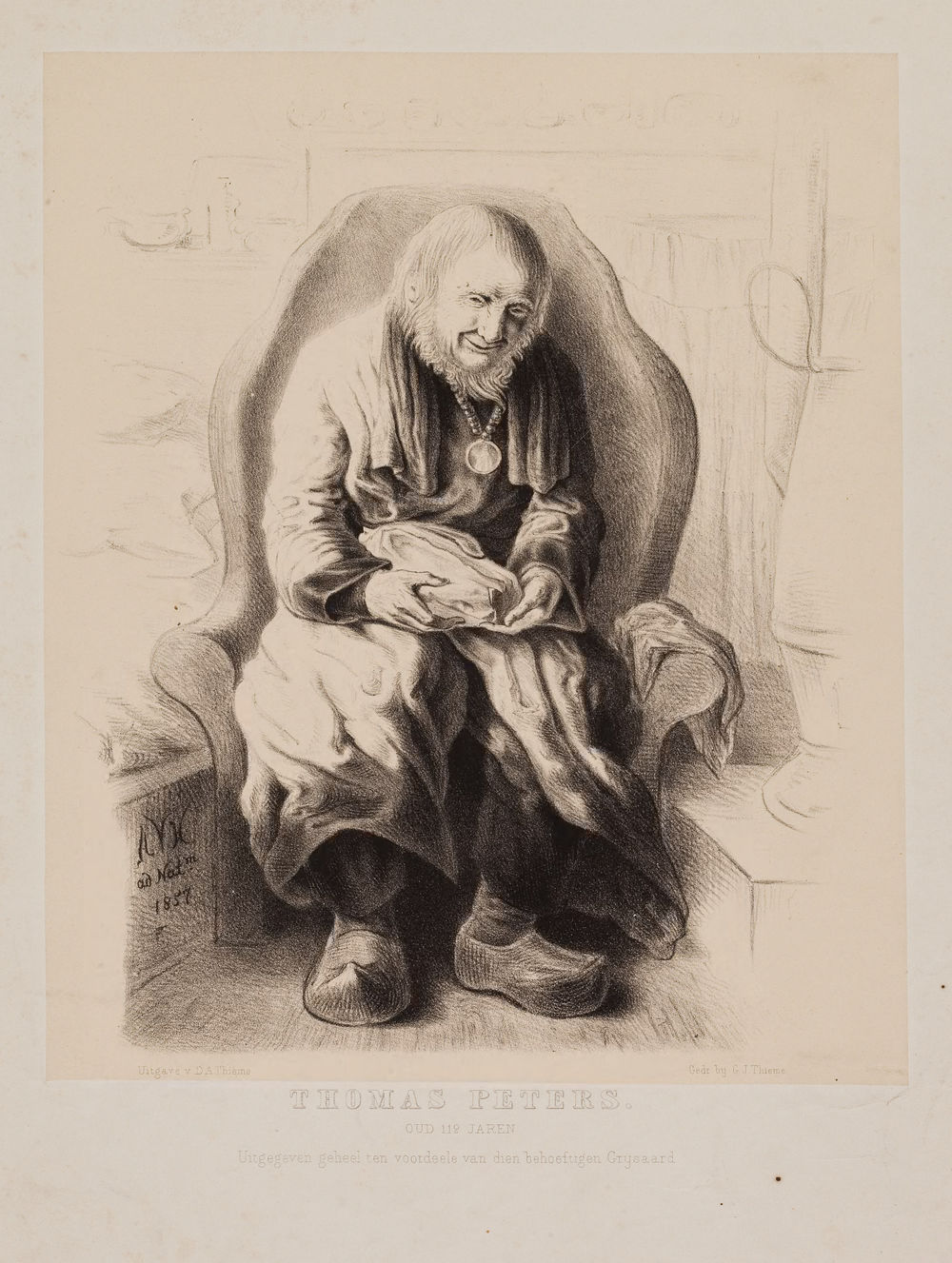
Thomas Peters

Thomas Peters (Groningen, 6 maart of Leeuwarden, 6 april 1745 – Arnhem, 26 maart 1857) was een persoon die ouder zou kunnen zijn geworden dan 110 jaar, hoewel deze claim omstreden is. In De Navorscher van 1864 wordt gemeld:

In 1857 overleed te Arnhem zekere THOMAS PETERS, gelijk men zeide, 112 a 113 jaren oud. Op 42jarigen leeftijd was hij soldaat geworden, doch wist niet op te geven wat er vroeger met hem was voorgevallen. Schrijver dezes heeft in der tijd in een onzer dagbladen een artikel ingezonden met de vraag, welk wettig bewijs er bestond dat de te Arnhem overleden persoon dezelfde was als THOMAS PETERS, die den 6den april 1745 te Leeuwarden was geboren. - Die vraag is onbeantwoord gebleven.

Hoewel hij 11 dagen voor zijn kennelijke 112e verjaardag overleed, vermeldt zijn overlijdensakte, met extra mooi geschreven letters, "(in den ouderdom van) 'Honderd en twaalf Jaren'". In 2015 werd er wellicht bewijs gevonden dat Peters gedoopt werd in Groningen op 6 maart 1745 en dus inderdaad op 112-jarige leeftijd stierf, alhoewel dat nog niet vaststaat.
Peters was gehuwd met Theodora Reijnen, die op 87-jarige leeftijd op 28 september 1849 eveneens in Arnhem overleed.